# Nymphaster alcocki
Nymphaster alcocki är en sjöstjärneart som beskrevs av Ludwig 1900. Nymphaster alcocki ingår i släktet Nymphaster och familjen ledsjöstjärnor.
Artens utbredningsområde är Adenviken. Inga underarter finns listade i Catalogue of Life.